# Proterochampsidae
Proterochampsidae – rodzina archozauromorfów z kladu Archosauriformes, obejmująca gatunki żyjące w środkowym i późnym triasie na terenach dzisiejszej Ameryki Południowej, powierzchownie przypominające krokodyle.  Według Bentona i Clarka (1988) można wskazać co najmniej osiem synapomorfii łączących przedstawicieli tej rodziny, wśród nich m.in. bardzo niską czaszkę; nozdrza zewnętrzne w kształcie wąskiej szpary; niewielkie, przesunięte ku oczodołom okno przedoczodołowe; zanik kości zaczołowych; grzebień potyliczny w kształcie litery v oraz obecność dużego okna żuchwowego. Carroll (1988) do cech łączących przedstawicieli tej grupy zaliczył szeroką i niską czaszkę oraz niewielkie górne okno skroniowe. Takie cechy budowy czaszki, jak skierowane ku górze nozdrza zewnętrzne, przesunięte ku górnej części czaszki oczodoły i obecność krótkiego podniebienia wtórnego, wskazują na ziemnowodny tryb życia przedstawicieli Proterochampsidae.
W przeszłości część autorów klasyfikowała Proterochampsidae jako prymitywne krokodyle; bywały one zaliczane wraz z niewyróżnianą obecnie rodziną Notochampsidae do – obecnie również niewyróżnianej – grupy Archaeosuchia. Inni autorzy uznawali Proterochampsidae za możliwych przodków fitozaurów lub klasyfikowali je jedynie jako przedstawicieli parafiletycznych grup Thecodontia, Proterosuchia lub Pseudosuchia. Analizy kladystyczne nie potwierdziły bliskiego pokrewieństwa tej rodziny z krokodylami ani fitozaurami; z analiz wynika, że Proterochampsidae były przedstawicielami kladu Archosauriformes nienależącymi do archozaurów, lecz blisko z nimi spokrewnionymi. Ich dokładna pozycja filogenetyczna jest niepewna; mogą one być grupą siostrzaną do archozaurów, do rodzaju Doswellia, do kladu obejmującego archozaury, fitozaury i rodzaju Euparkeria lub do kladu obejmującego archozaury oraz rodzaje Doswellia i Vancleavea. Proterochampsidae są – poza północnoamerykańskimi rodzajami Doswellia i Vancleavea, a być może także niektórymi fitozaurami (jeśli grupa ta nie należała do Archosauria) – jedynymi zwierzętami z kladu Archosauriformes nienależącymi do archozaurów, które żyły jeszcze w późnym triasie.
Romer (1971, 1972) oraz Carroll (1988) zaliczyli do Proterochampsidae południowoamerykańskie rodzaje Proterochampsa, Chanaresuchus, Cerritosaurus i Gualosuchus, za możliwego przedstawiciela rodziny uznając też rodzaj Rhadinosuchus; Arcucci (1990) zaliczył do rodziny szósty rodzaj Tropidosuchus. Z kolei Bonaparte (1971, 1978, 1997) zaliczał do Proterochampsidae tylko rodzaj Proterochampsa, przenosząc rodzaje Cerritosaurus, Chanaresuchus, Gualosuchus i Tropidosuchus do osobnej rodziny Cerritosauridae; obie rodziny włączał do wyróżnionego przez siebie infrarzędu Proterochampsia.
María Trotteyn w 2011 roku zaproponowała definicję filogenetyczną Proterochampsidae, definiując je jako najmniejszy (obejmujący najmniej gatunków) klad, do którego należą gatunki Chanaresuchus bonapartei i Proterochampsa barrionuevoi, ale do którego nie należą gatunki Euparkeria capensis, Passer domesticus i Crocodylus niloticus; definicję tę przyjęli i opublikowali Trotteyn, Arcucci i Raugust (2013). Z przeprowadzonej przez Trotteyn analizy filogenetycznej wynika, że do tak definiowanych Proterochampsidae należały rodzaje Proterochampsa, Chanaresuchus i Gualosuchus, nie należał do niej natomiast Tropidosuchus; pozycja filogenetyczna rodzaju Cerritosaurus jest, według tej analizy, niepewna. Z analizy Dilkesa i Arcucciego (2012) wynika natomiast, że rodzaje Proterochampsa i Chanaresuchus nie tworzą kladu, do którego nie należałyby również rodzaje Cerritosaurus, Gualosuchus i Tropidosuchus.